# Last Tuesday
Last Tuesday war eine christliche Punk-Rock-Band, die 1999 in Harrisburg, Pennsylvania (USA) gegründet wurde. 2007 hatte sie ihren letzten Auftritt.
Die in Amerika überregional bekannte Band verschlug es teilweise auch nach Europa. Sie hatte Auftritte in Irland, Spanien und Deutschland. In Deutschland erlangten sie nur geringe Bekanntheit. Ihr Stil erinnerte sehr an The Offspring und blink-182, die wie Last Tuesday auch von Joe Marlett produziert wurden.

## Diskografie
- 2000: Dear Jessica (Album, Dug Records)
- 2002: Composition (Split-Album mit Curbsquirrels, Dug Records)
- 2004: Distractions and Convictions (Album, Dug Records)
- 2005: Resolve (Album, Mono Vs Stereo Records)
- 2006: Become What You Believe (Album, Mono vs Stereo Records)